# Grace Victoria Cox
Grace Victoria Cox (Lexington, 10 de março de 1995) é uma atriz americana, mais conhecida por interpretar Melanie Cross a partir da segunda temporada de Under the Dome e Verônica Sawyer na série Heathers.

## Biografia
Foi pela admiração por sua avó, a atriz Jenny Cox, que Grace se interessou por atuação. Esse desejo, alimentado pela avó, levou Grace para a "School for Creative and Performing Arts" (SCAPA), onde ela começou com criação literária mas eventualmente mudou para teatro. Aos 13 ou 14 anos, percebeu que atuar era o que realmente desejava. Ela então passou seu penúltimo ano do ensino médio na "Interlochen Arts Academy", em Michigan. Mudou-se para Los Angeles em seu último ano, 2013, para começar a trabalhar em cinema.
Em 2014, foi chamada para interpretar Melanie Cross na segunda temporada de Under the Dome, da CBS. Melanie é uma recém-chegada que apareceu misteriosamente em Chester's Mill, a pequena cidade do Maine. Aprisionada com os habitantes na redoma impenetrável, não se lembra de quem é ou de onde veio, mas ao decorrer da trama ganha cada vez mais importância.

## Vida pessoal
Em 2014, namorou o jogador de futebol brasileiro Dodô.

## Filmografia
| Ano           | Título                                     | Papel                    | Notas                                          |
| ------------- | ------------------------------------------ | ------------------------ | ---------------------------------------------- |
| 2015          | Manson's Lost Girls                        | Lynette "Squeaky" Fromme | Telefilme                                      |
| 2015          | Here Now                                   | Freira                   | Curta-metragem                                 |
| 2014-2015     | Under the Dome                             | Melanie Cross            | Principal, Temporada 2 Recorrente, Temporada 3 |
| 2014          | Scarlett                                   | Scarlett                 | Curta-metragem                                 |
| 2018          | Heathers                                   | Veronica Sawyer          | Elenco Regular                                 |
| 2019          | Now Apocalypse                             | Amber                    | Elenco Recorrente                              |
| 2019          | Extremely Wicked, Shockingly Evil and Vile | Carol Daronch            |                                                |
| 2019–presente | The Society                                | Lexie                    | Elenco Recorrente                              |